# Xã South Twigg, Quận Hamilton, Illinois
Xã South Twigg (tiếng Anh: South Twigg Township) là một xã thuộc quận Hamilton, tiểu bang Illinois, Hoa Kỳ. Năm 2010, dân số của xã này là 132 người.